# Olga Ladýzhenskaya
Olga Aleksándrovna Ladýzhenskaya (en ruso: Óльга Алексáндровн Лады́женская) (Kologriv, RSFS de Rusia; 7 de marzo de 1922 - San Petersburgo, Rusia; 12 de enero de 2004) fue una matemática rusa conocida por su trabajo en ecuaciones diferenciales parciales (especialmente en el decimonoveno problema de Hilbert) y dinámica de fluidos.

## Biografía
Ladýzhenskaya nació en 1922 en Kologriv, Gobernación de Kostromá, donde su padre, Aleksandr Ivánovich Ladýzhenski, era profesor de matemáticas. Pertenecientes a una familia de la baja nobleza rural, Aleksandr Ladýzhenski fue deportado y arrestado por el régimen de Stalin en 1937; en juicio sumarísimo, fue declarado «enemigo del pueblo» y condenado a muerte. Las dos hermanas de Olga fueron expulsadas de la escuela, pero a Olga se le permitió terminar sus estudios.
A pesar de ello, Olga tuvo problemas para continuar con su formación, ya que era la hija de un «enemigo del pueblo». En 1939, había obtenido excelentes resultados en los exámenes de ingreso en la Universidad de Leningrado; sin embargo, no fue admitida. Tras un breve periodo en la Escuela Normal de Leningrado (1939-1941), volvió a su ciudad natal, donde enseñó matemáticas en la misma escuela en que había enseñado su padre. Admitida finalmente en 1943 en la Universidad de Moscú, gracias a la intervención personal de la madre de una alumna, inició sus estudios de matemáticas. En 1947 se casó con Andréi Alekséievich Kiseliov, matemático e historiador de las matemáticas, y también profesor en la Universidad de Leningrado.
En 1951 había completado su tesis; sin embargo, no pudo defenderla hasta pasada la muerte de Stalin, en 1953. Finalmente, en 1954 fue nombrada profesora titular de la Universidad de Leningrado y en 1961, directora del Laboratorio de Física Matemática del Departamento de San Petersburgo del Instituto de Matemáticas Steklov. Fue, asimismo, presidente de la Sociedad Matemática de San Petersburgo y miembro de número de la Academia de Ciencias de Rusia.
Mantuvo una estrecha amistad con Aleksandr Solzhenitsyn y con la poeta Anna Ajmátova, lo que le acarreó enemistades con las autoridades soviéticas.

## Campos de trabajo y contribuciones
Olga Ladýzhenskaya escribió más de 250 trabajos sobre matemáticas. Su obra cubre un amplio espectro de temas, desde las ecuaciones diferenciales parciales, pasando por las ecuaciones hiperbólicas, hasta las ecuaciones diferenciales generadas por funciones simétricas de los valores propios (eigenvalues)  hessianos. También se interesó por la unicidad en la convergencia de las series de Fourier, o soluciones mediante la aproximación por diferencias finitas. Desarrolló el tratamiento funcional analítico de problemas no lineales estacionarios mediante la teoría de grados de Leray-Schauder (Teorema di Leray-Schauder).
Sus estudios sobre ecuaciones diferenciales y ecuaciones de Navier-Stokes, han contribuido enormemente al desarrollo de las investigaciones en otros campos científicos, entre los que cabe destacar el de los pronósticos meteorológicos, la aerodinámica, la oceanografía y la medicina cardiovascular.

## Obras de su autoría
- Ladyzhenskaya, O. A. (1969) [1963], The Mathematical Theory of Viscous Incompressible Flow, Mathematics and Its Applications 2 (Revised Second edición), New York–London–Paris–Montreux–Tokyo–Melbourne: Gordon and Breach, pp. XVIII+224, MR 0254401, Zbl 0184.52603..
- Ladyženskaja, O. A.; Solonnikov, V. A.; Ural'ceva, N. N. (1968), Linear and quasi-linear equations of parabolic type, Translations of Mathematical Monographs 23, Providence, Rhode Island: American Mathematical Society, pp. XI+648, MR 0241821, Zbl 0174.15403..
- Ladyzhenskaya, Olga A.; Ural'tseva, Nina N. (1968), Linear and Quasilinear Elliptic Equations, Mathematics in Science and Engineering 46, New York and London: Academic Press, pp. XVIII+495, MR 0244627, Zbl 0164.13002..
- Ladyzhenskaya, O. A. (1985), The Boundary Value Problems of Mathematical Physics, Applied Mathematical Sciences 49, Berlin–Heidelberg–New York: Springer Verlag, pp. XXX+322, ISBN 0-521-39922-X, MR 0793735, Zbl 0588.35003. (Translated by Jack Lohwater).
- Ladyzhenskaya, O. A. (1991), Attractors for Semigroups and Evolution Equations, Lezioni Lincee, Cambridge: Cambridge University Press, pp. xi+73, MR 1133627, Zbl 0755.47049.